# Anlagensicherung
Der Begriff Anlagensicherung, auch Sicherungssystem genannt, umfasst die technischen, organisatorischen und personellen Maßnahmen zur Sicherung eines Objektes gegen Störmaßnahmen oder sonstige Einwirkungen Dritter. Ein Sicherungssystem soll die folgenden elementaren Sicherungsfunktionen gewährleisten:
- Abschreckung
- Erkennung
- Verzögerung
- Abwehr und Wiederherstellung der Kontrolle

## Sicherungsplan
Die Maßnahmen und Verantwortlichkeiten zur Gewährleistung dieser Funktionen sind im Sicherungsplan dargestellt.

### Organisatorische Maßnahmen
- Sicherungsmanagement
  - Objektsicherungsbeauftragter
  - Objektsicherungsdienst
  - Budgetplanung
  - Zuverlässigkeitsüberprüfung
  - Schutz vertraulicher Informationen
  - Dienstanweisungen

### Personelle Maßnahmen
- Bestreifung und Beobachtung
- Überwachung und Bewertung
- Alarmierung externer Sicherheitskräfte
- Eingreifen bei erkannter Abweichung vom regulären Zustand
- hinhaltender Widerstand bei Gefahr im Verzuge
- Zutritts- und Personenkontrolle

### Technische Maßnahmen
- Umschließungen
  - physische Barrieren gegen gewaltsames Eindringen
  - Detektionssysteme mit Alarmüberprüfungssystemen
  - Beleuchtung
  - Zutrittskontrollpunkte
  - Zufahrtskontrollpunkte
- Zentrale Einrichtungen
  - Energieversorgung auch bei Netzausfall
  - Gefahrenmeldeanlage
  - Kommunikationseinrichtungen
  - Einbruchmeldeanlage
  - Zugangskontrollsystem

## Kerntechnik
Der Begriff „Anlagensicherung“ wird auch im Zusammenhang mit dem Schutz von kerntechnischen Anlagen und von Anlagen und Betriebsbereichen nach Störfallverordnung verwendet.
Speziell für Kernkraftwerke sind die Anforderungen an die Anlagensicherung in Anlage 2 zum „Leitfaden deterministische Sicherungsanalyse“ in 19 Sicherungsfunktionen niedergelegt. Anlage 3 dieses Leitfadens stellt die geltenden Richtlinien, Regeln und Empfehlungen zusammen. 